# Oh Land (album)
| Recensione       | Giudizio |
| ---------------- | -------- |
| AllMusic         |          |
| BBC Music        | mista    |
| Berlingske       |          |
| Billboard        | positivo |
| Drowned in Sound | 5/10     |
| Ekstra Bladet    |          |
| Gaffa            |          |
| Metacritic       | 62/100   |
| Politiken        |          |
| Slant Magazine   |          |
| Spin             | 7/10     |

Oh Land è il secondo album della cantante danese Oh Land. I singoli estratti dall'album sono Sun of a Gun, Rainbow, White Nights e Speak Out Now ; Twist è stata inclusa nel soundtrack del film "Abduction"; Wolf & I e Voodoo sono stati pubblicati come singoli promozionali, rispettivamente l'11 marzo 2011 e il 29 marzo 2011, nel Regno Unito.

## Tracce
1. Perfection - 4:59 (Nanna Øland Fabricius, Dan Carey)
2. Break the Chain - 3:17 (Fabricius, Dave McCracken)
3. Sun of a Gun - 3:25 (Fabricius, Jimmy Harry)
4. Voodoo - 2:51 (Fabricius, Carey)
5. Lean - 3:28 (Fabricius, Carey)
6. Wolf & I - 4:37 (Fabricius, Owen Beverly)
7. Human - 4:08 (Fabricius, E. Kidd Bogart)
8. White Nights - 3:45 (Fabricius, McCracken)
9. Helicopter - 3:31 (Fabricius, Lester Mendez)
10. We Turn It Up - 2:31 (Fabricius, McCracken, Brian Fallon)
11. Rainbow - 3:21 (Fabricius, McCracken)

Non-Nordic iTunes bonus videos
1. Sun of a Gun - 3:23
2. Sun of a Gun (live) - 3:20
3. White Nights (live) - 3:42
4. Wolf & I (live) - 5:04
5. Perfection (live) - 4:43

Danish Deluxe Edition Bonus Tracks
1. Speak Out Now - 3:28
2. Twist - 2:52
3. En Linedanser - 3:38

## Classifiche
| Classifica (2011)                          | Posizione migliore |
| ------------------------------------------ | ------------------ |
| Danimarca                                  | 5                  |
| Stati Uniti (Billboard 200)                | 184                |
| Stati Uniti (Billboard Rock Albums)        | 43                 |
| Stati Uniti (Billboard Alternative Albums) | 24                 |
| Stati Uniti (Billboard Heatseekers Albums) | 5                  |

### Classifiche di fine anno
| Classifica       | Posizione raggiunta |
| ---------------- | ------------------- |
| Danimarca (2011) | 31                  |
| Danimarca (2012) | 50                  |

## Date di Pubblicazione
| Nazione     | Data             | Etichetta            |
| ----------- | ---------------- | -------------------- |
| Danimarca   | 14 marzo 2011    | Fake Diamond, A:larm |
| Stati Uniti | 15 marzo 2011    | Epic Records         |
| Canada      | 24 maggio 2011   | Epic Records         |
| Francia     | 6 giugno 2011    |                      |
| Polonia     | 13 giugno 2011   |                      |
| Germania    | 5 agosto 2011    |                      |
| Svezia      | 12 ottobre 2011  |                      |
| Italia      | 25 ottobre 2011  |                      |
| Regno Unito | 21 novembre 2011 | RCA                  |